# Hans Oeschger
Hans Oeschger (* 2. April 1927 in Ottenbach ZH; † 25. Dezember 1998 in Bern) war ein Schweizer Physiker und ein Pionier der Klimaforschung.

## Leben
Oeschger studierte Physik an der ETH Zürich. Er promovierte 1955 an der Universität Bern unter der Leitung von Friedrich Georg Houtermans. Er gründete 1963 die Abteilung für Klima- und Umweltphysik am Physikalischen Institut der Universität Bern und leitete diese bis zu seiner Emeritierung im Jahre 1992.

## Wissenschaft
Oeschger entwickelte 1955 ein Instrument zur Messung sehr schwacher Radioaktivität. Dieses Messgerät für die Aktivität natürlich vorkommender Radioisotope, der Oeschger-Zähler, hatte eine wesentlich höhere Empfindlichkeit als alle bestehenden Instrumente. Dadurch wurde es unter anderem möglich, die C14-Methode auf geophysikalische Fragestellungen auszudehnen. Oeschger bestimmte damit als Erster das „Alter“ der pazifischen Tiefsee. 
Oeschger war ein Pionier in der Erforschung von Eisbohrkernen. In Zusammenarbeit mit seinen Kollegen mass er als Erster die unterschiedlichen Anteile atmosphärischen Kohlenstoffs in Warm- und Kaltzeiten. 1979 stellte er die These auf, dass die Konzentration atmosphärischen Kohlenstoffs während der letzten Kaltzeit fast 50 % niedriger war als heute. Oeschger und seine Kollegen Chester S. Langway und Willi Dansgaard dokumentierten eine Serie schneller Klimafluktuationen während und nach dem Ende der letzten Eiszeit bei Eisbohrkernen in Grönland, die heute als Dansgaard-Oeschger-Ereignisse bekannt sind. 
Er war Mitautor des ersten Berichts des Zwischenstaatlichen Ausschusses für Klimaänderungen (IPCC-Bericht) von 1992. Oeschger war sehr besorgt um einen möglichen Treibhauseffekt durch verstärkten CO2-Ausstoss. Er nahm seine Rolle als Forscher gegenüber der Gesellschaft sehr ernst und sagte: „Das Schlimmste wäre es, wenn es in den nächsten fünf bis zehn Jahren ernstzunehmende Veränderungen geben würde und wir Forscher nichts dagegen tun könnten und nicht den Mut hatten, früh genug auf solche Entwicklungen hinzuweisen.“

## Ehrungen
Im Jahr 1988 wurde Oeschger zum Mitglied der Leopoldina gewählt, 1990 in die National Academy of Sciences. Zu seinen Ehren verleiht die Europäische Gesellschaft für Geographie seit 2001 die Hans Oeschger Medaille. Das im Oktober 2007 an der Universität Bern gegründete Kompetenzzentrum für Klimaforschung (Oeschger-Zentrum für Klimaforschung) ist nach Hans Oeschger benannt. Bereits seit 1975 ist der Namensgeber für das Oeschger Bluff in der Antarktis.

## Auszeichnungen
- Harold Urey Medaille, 1987
- Marcel-Benoist-Preis, 1990
- Seligman Crystal Preis, 1991
- Tyler Prize for Environmental Achievement, 1996
- Roger Revelle Medal der American Geophysical Union, 1997